# Play the Game
Play the Game is een nummer van de Britse rockband Queen en geschreven door Freddie Mercury. Het is het eerste nummer van het album The Game en begint met overlappende geluiden van een Oberheim OB-X synthesizer. The Game is het eerste album van Queen waarop synthesizers worden gebruikt. Het nummer werd tijdens optredens gespeeld van 1980 tot 1982.
Op de hoes van de single is Mercury voor het eerst te zien met zijn karakteristieke snor.
| Play the Game in de Single Top 100 - binnen: 28 juni 1980 | Play the Game in de Single Top 100 - binnen: 28 juni 1980 | Play the Game in de Single Top 100 - binnen: 28 juni 1980 | Play the Game in de Single Top 100 - binnen: 28 juni 1980 | Play the Game in de Single Top 100 - binnen: 28 juni 1980 | Play the Game in de Single Top 100 - binnen: 28 juni 1980 | Play the Game in de Single Top 100 - binnen: 28 juni 1980 | Play the Game in de Single Top 100 - binnen: 28 juni 1980 | Play the Game in de Single Top 100 - binnen: 28 juni 1980 | Play the Game in de Single Top 100 - binnen: 28 juni 1980 | Play the Game in de Single Top 100 - binnen: 28 juni 1980 |
| Week                                                      | 1                                                         | 2                                                         | 3                                                         | 4                                                         | 5                                                         | 6                                                         | 7                                                         | 8                                                         | 9                                                         |                                                           |
| --------------------------------------------------------- | --------------------------------------------------------- | --------------------------------------------------------- | --------------------------------------------------------- | --------------------------------------------------------- | --------------------------------------------------------- | --------------------------------------------------------- | --------------------------------------------------------- | --------------------------------------------------------- | --------------------------------------------------------- | --------------------------------------------------------- |
| Nummer                                                    | 46                                                        | 26                                                        | 10                                                        | 15                                                        | 19                                                        | 21                                                        | 37                                                        | 37                                                        | 47                                                        | Uit                                                       |